# Stewart Cink
Stewart Ernest Cink (né le 21 mai 1973 à Huntsville (Alabama)) est un joueur de golf américain qui a figuré dans les dix premiers du Classement Officiel du Golf Mondial.
Cink est né à Huntsville, en Alabama. Il a suivi la Georgia Institute of Technology, où il joua au golf pour les Vestes Jaunes et est devenu professionnel en 1995.
Après sa victoire au Mexican Open et trois compétitions sur le Nike Tour (maintenant appelé le Nationwide Tour) en 1996, Cink a rejoint le PGA Tour en 1997 et a gagné le Canon Greater Hartford Open lors de ses débuts en tant que professionnel.
Cink se révéla performant sur le circuit au cours des années suivantes, récoltant une autre victoire au 2000 MCI Classic. 2004 fut la meilleure année de sa carrière jusqu'à présent, avec une cinquième place mondiale en matière de gains et ses victoires au MCI Heritage et au WGC-NEC Invitational. Ce dernier qui est l'un des événements de Championnats du Golf Mondial a été la victoire la plus prestigieuse de sa carrière avec l'Open britannique (rebaptisé The Open depuis) 2009. Onze ans plus tard, le 13 septembre 2020, il renoue avec la victoire en  gagnant le Safeway Open, 1er tournoi de la saison 2020-2021.

## Victoires professionnelles (12)
| Légende                         |
| Majeurs (1)                     |
| Championnat Mondial du Golf (1) |
| Autres PGA Tour (6)             |